# Marin City

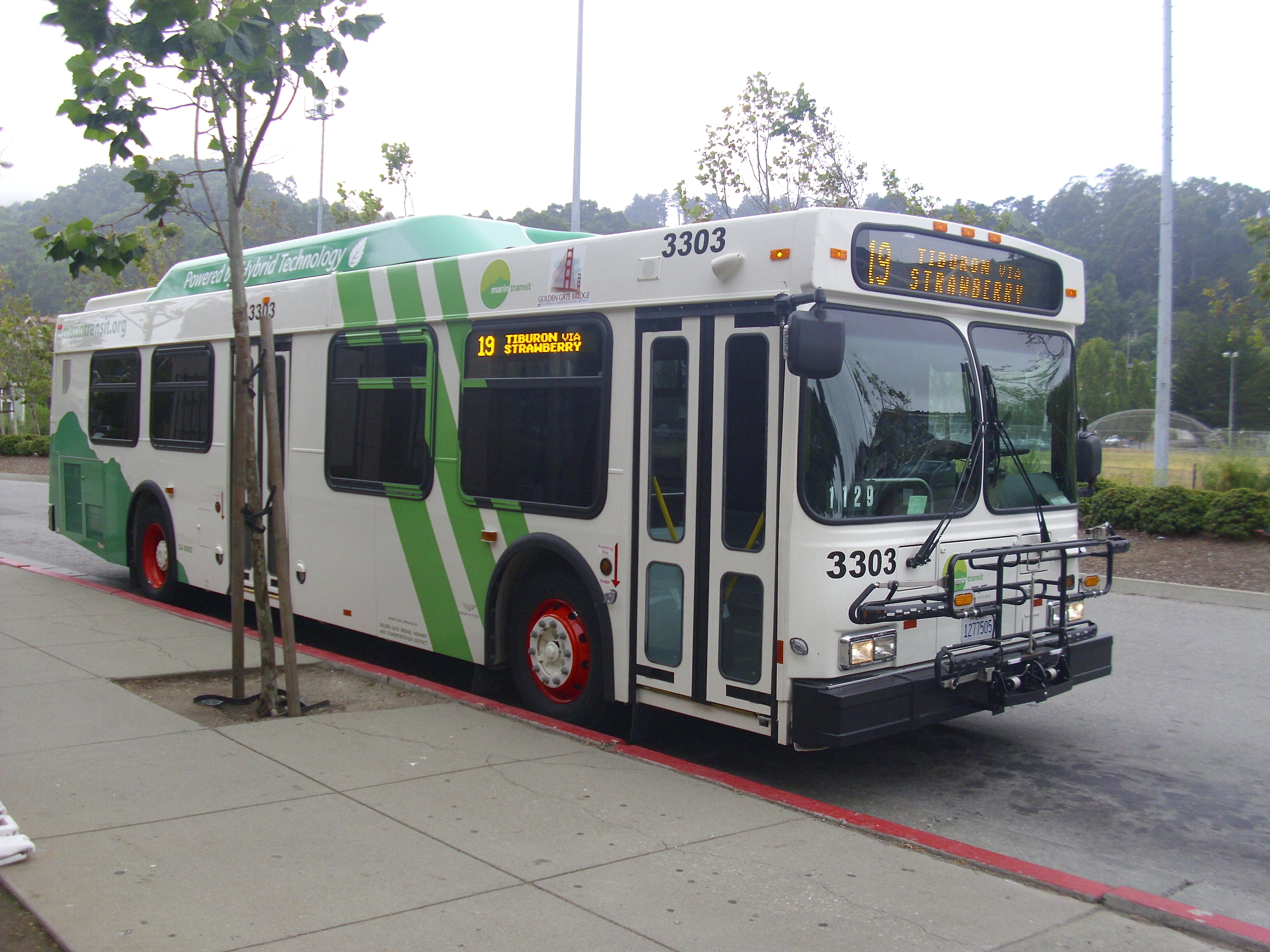
Autobus hybride à Marin City

Marin City est une localité non incorporée et une census-designated place du comté de Marin en Californie, au bord de la baie de San Francisco, à 2,4 km au nord de Sausalito. Sa population était de 2 666 habitants en 2010.

## Historique
Marin City s'est développé à partir de 1942, pour héberger des ouvriers portuaires et des immigrants. Après la guerre, c'était surtout une communauté afro-américaine. Depuis les années 1980, Marin City a connu un développement résidentiel et commercial important.
Parmi les habitants célèbres qui y ont résidé figurent George Duke, Jack Kerouac ou Tupac Shakur.